# Champagne-sur-Loue
Champagne-sur-Loue là một xã của tỉnh Jura, thuộc vùng Bourgogne-Franche-Comté, miền đông nước Pháp.